# Giom rừng
Giom rừng hay giom Nam Bộ (danh pháp: Melodinus cochinchinensis) là một loài thực vật có hoa trong họ La bố ma. Loài này được (Lour.) Merr. mô tả khoa học đầu tiên năm 1935.